# هانه لوره ویگاند
هانه لوره ویگاند (آلمانی: Hannelore Weygand; ۳۰ اکتبر ۱۹۲۴ – ۱۸ دسامبر ۲۰۱۷) سوارکار اهل آلمان بود.